# Steinway Tunnel
De Steinway Tunnel is een metrotunnel in New York onder de East River die de borough Manhattan verbindt met de borough Queens.

## Kenmerken
De 2,1 km lange tunnel werd in de jaren 1905-07 gebouwd en daarna kortstondig als tramtunnel gebruikt. Sinds 1915 wordt deze gebruikt door de lijnen op het traject van de Flushing Line van de A Division van de metro van New York. Voorheen behoorde de tunnel tot het netwerk van de Interborough Rapid Transit Company. Het traject wordt bediend door de lijnen 7 Flushing Local en  <7> Flushing Express. Het laatste station in Manhattan zo'n halve kilometer van de westelijke oever van de East River is Grand Central-42nd Street, het eerste station in Queens eveneens een halve kilometer van de oostelijke oever is Vernon Boulevard-Jackson Avenue.

## William Steinway
De tunnel is vernoemd naar William Steinway, de zoon van de stichter en tweede eigenaar van Steinway & Sons. William Steinway had in de directe omgeving van de pianofabriek in de wijk Astoria in Queens gronden, en hij hoopte met de tunnel en vlotte transportmogelijkheden de wijk verder tot bloei te laten komen en zijn immobiliëninvesteringen maximaal te gelde te maken. Hij was hoofdaandeelhouder van de eerste firma die de tunnel trachtte te bouwen op het einde van de 19e eeuw maar stierf vooraleer de tunnel vele jaren later en via een ander tracé uiteindelijk in gebruik werd genomen. De tunnel kreeg voor zijn pioniersinspanningen toch zijn naam.